# 강진아 (영화 감독)
강진아(1981년 8월 18일 ~ )는 대한민국의 영화 감독이자 각본가이다.
2004년에 홍익대학교의 시각디자인부를 졸업했다.

## 참여 작품

### 감독, 각본
- 구천리 마을잔치
- 그게 아니고

### 편집
- 화산고

### 트레일러
- 선생 김봉두
- 지구를 지켜라!
- 바람난 가족
- 황산벌 (영화)
- 빙우 (2004년 영화)
- 안녕! 유에프오
- 거미숲

### 시각 효과
- 지구를 지켜라!
- 빙우 (2004년 영화)
- 안녕! 유에프오

### 미술감독
- 해안선 (2002년 대한민국 영화)